# Manoir de Kerhuilic
Le manoir de Kerhuilic est un édifice situé à Saint-Barthélemy en France.

## Localisation
Le manoir est situé sur le territoire de la commune de Saint-Barthélemy, au lieu-dit Kerhuilic, dans le département du Morbihan en région Bretagne.

## Description
Le logis du manoir est construit en pierre de taille de granite. Doté d'un plan allongé double en profondeur, il possède un étage carré desservi par un escalier axial postérieur. L'élévation à travées est irrégulière. La porte d'entrée est en anse de panier. La toiture recouverte en ardoises a conservé ses pignons découverts d'origine, de même que le pignon ouest, un fruit prononcé à sa base. Orientés à l'est, les communs sont construits en pierre de taille et sont divisés en deux parties : au nord, le logis du fermier possède un étage carré. Il est de type à salle sur dépendance avec peut-être un comble habitable. La salle à l'étage et le comble étaient desservis par un escalier à vis éclairé par deux jours en façade : cet escalier sans doute en bois dont le refend qui sépare le logement du fermier des communs proprement dit conserve la trace, a disparu. La partie sud était réservée à l'exploitation, sans doute étable et écuries au rez-de-chaussée surmontées d'un double grenier. La chapelle est en moellon enduit, à vaisseau unique, à chœur en hémicycle. La toiture couverte en ardoises se termine par une croupe ronde à l'est, par un pignon couvert à l'ouest. Le clocheton a disparu. La ferme est en pierre de taille de granite et couverte en ardoise d'un toit à pignon couvert. Elle était du type logis-étable à porte unique, mais a été dotée plus tard d'un seconde porte pour l'étable. Un second logis à pièce unique prolonge à l'est le premier logis. Le puits est en pierre de taille, de type morbihannais. Le four à pain est en pierre de taille.

## Historique
Le manoir est attesté dès 1390 et dans les réformations et montres de la noblesse dès 1448 comme appartenant à la famille de Kerhuelic, Henry de Kerhuelic apparaissant déjà à la réformation de 1427. Henry de Kerhuelic (fils) est encore mentionné dans les montres en 1477 puis 1481, avec 60 livres de revenus ; le manoir apparaît dans les réformations de 1514 et 1536, appartenant toujours à la même famille. Le logis date du XVIe siècle il a subi de gros remaniements au cours du XIXe siècle, puis au XXe siècle : seule le pignon ouest paraît intact à l'exception de l'ouverture de deux fenêtres au premier étage au cours du XXe siècle. La façade est reprise au début du XIXe siècle ; une partie des pierres d'encadrement d'une porte du XVIe siècle est remployée, peut-être in-situ, dans la porte d'entrée. Les communs relativement bien conservés, portent la date de 1555 sur la lucarne médiane, accompagné de deux blasons illisibles, probablement les armes d'Olivier de Kerhuelic et Anne Soudan, issue d'une famille locale. La seule modification des communs concernent l'agrandissement des fenêtres du rez-de-chaussée au milieu du XXe siècle. Une chapelle est construite au début du XIXe siècle : elle remplace un édifice qui apparaît doté d'une tour sur le cadastre ancien de 1826. À l'ouest du manoir, la ferme est sans doute construite au cours du XVIIe siècle, elle a été remaniée au XIXe siècle (percement d'une porte pour l'étable, modification de la toiture). Le puits de la ferme date du XIXe siècle, de même que le four à pain situé entre la ferme et les communs, qui n'est pas mentionné sur le plan cadastral de 1826.
Le manoir est inscrit à l'inventaire général du patrimoine culturel en 2002.